# Alexander Huber
Pour les articles homonymes, voir Alexander Huber (football) et Huber.
Alexander Huber, né le 30 décembre 1968 à Trostberg en Bavière, est un grimpeur, un alpiniste et un guide de haute montagne allemand. Il est spécialisé dans l'escalade sur grandes voies, et dans la réalisation de voies dans des conditions extrêmes.

## Biographie
Alexander Huber est initié à l'alpinisme et l'escalade par son père dès son plus jeune âge. Il découvre ces disciplines avec son frère Thomas qui deviendra d'ailleurs son compagnon de cordée privilégié. Alexander se révèle rapidement comme un grimpeur et un alpiniste hors pair. À 12 ans il réalise son premier sommet de plus de 4 000 mètres.
En 1992, il réalise la première ascension de Om à Endstal en Allemagne, et évalue sa cotation à 9a. 
Il devient alors le second grimpeur au monde à réussir une voie d'escalade dans le neuvième degré après son compatriote Wolfgang Güllich. Il récidive en 1994 avec deux autres 9a Weiße rose et La Rambla (Espagne), puis en 1996, avec  Open Air. Cette dernière voie initialement cotée 9a, n'est répétée que 12 ans plus tard, en novembre 2008, par le tchèque Adam Ondra qui évalue sa cotation à 9a+. Si cette nouvelle cotation venait à être confirmée, Alexander Huber serait alors le premier grimpeur à avoir atteint ce degré de difficulté, bien avant Chris Sharma à qui l'on attribue la libération du premier 9a+, Biographie (aussi connu sous le nom de Realization) en 2001.
Les années qui suivent le verront surtout tenter des défis de plus en plus extrêmes aussi bien en escalade qu'en alpinisme.

### En escalade
En escalade, il se distingue surtout par des performances établies sur les big walls dans le Yosemite, notamment sur une des plus célèbres parois du monde, El Capitan. Il y réussit les premières ascensions de El Nino (1998), Free Rider (1998), Golden Gate (2000), El Corazon (2001), Zodiac (2003) et surtout la première ascension de Salathé (1995).
C'est aussi sur El Capitan, qu'il se lance dans l'escalade de vitesse (speed climbing), établissant des records impressionnants (toujours sur les big walls). Il établit un record de vitesse en 2004 dans Zodiac qu'il réalise en 1 h 51 min 34 s et surtout en octobre 2007, dans le Nose en 2 h 48 min 35 s, soit 15 secondes de mieux que le précédent record. Il améliore même son temps lors d'une deuxième tentative en 2 h 45 min 45 s, mais Yuji Hirayama a récupéré son record 8 mois plus tard en 2 h 43 min 33 s.
Il s'est distingué aussi par ses solos remarquables : Kommunist (2004, 8b+) (première voie de cette difficulté ouverte de la sorte), la face sud de la dent du Géant, le Grand Capucin (2008) et surtout la Brandler-Hasse (2002), (7a+, 500 m) dans les Dolomites en Italie.

### En alpinisme
L'une des ascensions notables d'Alexander Huber fut celle en 1997, de la face ouest du Latok II, au Karakorum, au Pakistan, situé à 7 108 m. Il a aussi réalisé l'ascension du Cho Oyu (8 201 m) au Népal et la première ascension en libre d'Eternal Flame dans la Tour Sans Nom de Trango.

## Remarques
- Alexander Huber est titulaire d'un master en physique, il a travaillé comme physicien jusqu'en 1997[3].

## Ascensions notables
- 1992 : première de Om (5.14d/9a, 2e 9a dans le monde, après Action Directe), Allemagne
- 1994 : première de Weisse Rose (5.14d/9a), Autriche
- 1995 : première ascension Redpoint de Salathé Wall (5.13b/8a), El Capitan,Yosemite, États-Unis
- 1996 : première de Open Air (5.15a/9a+), Autriche
- 1997 : première de la face ouest du Latok II, 7 108 m, Karakoram, El Cap on top of Denali (AAJ)
- 1998 : Cho Oyu (8 201 m), Himalaya, Tibet
- première de El Nino (5.13b), El Capitan, Yosemite
- première de Free Rider (5.12d), El Capitan, Yosemite
- 2000 : première de Golden Gate (5.13a/8a), El Capitan, Yosemite
- 2001 : première de Bellavista, (5.14b/8c), Cima Ovest, Dolomites, Italie
- première de El Corazon, (5.13b/8a), El Capitan, Yosemite
- 2002 : solo intégral de la Brandler-Hasse (500 m, 7a+/5.12a) Cima Grande, Dolomites, Italie
- Cerro Torre, Cerro Standhardt et Fitz Roy en Patagonie
- 2003 : première ascension Redpoint de Free Zodiac (5.13d/8b), El Capitan, Yosemite
- 2004 : solo intégral dans Kommunist (8b+/5.14a), Autriche
- record de vitesse dans Zodiac, en 1 h 51 min 34 s
- 2005 : première ascension Redpoint de la Voie Petit (5.13d/8b) au Grand Capucin, Massif du Mont-Blanc
- 2006 : première de Golden Eagle (5.11/A1), Aguja Desmochada, Patagonie
- Solo intégral dans la face sud (6c/5.11a) de la dent du Géant (4 013 m), massif du Mont-Blanc
- 2007 : première de Pan Aroma (8c/5.14b), Cima Ovest, Dolomites, Italie
- Record de vitesse dans le Nose, en 2 h 45 min 45 s, El Capitan, Yosemite
- 2008 : Torre Egger, Patagonie
- Free solo dans la Voie des Suisses, Grand Capucin, Chamonix
- 2009 : première ascension en libre d'Eternal Flame dans la tour San Nom de Trango avec Thomas Huber.

## Médias

### Littératures
- A Corde tendue (2017) par François Carrel, Editions Paulsen
- The Wall: A New Dimension In Climbing (2001) par Alexander Huber, Thomas Huber et Reinhold Messner
- Yosemite: Half A Century Of Dynamic Rock Climbing (2003) par Alexander Huber, Zak Heinz et Jim Bradwell

### Documentaires
- The Center of Universe (2005) par Max Reichel et Franz Hinterbrandner, avec Alexander Huber, Lynn Hill, Jim Bradwell. Langues : anglais, allemand. Durée : 52 minutes.
- Les parois de l'extrême (Am Limit) (2007) de Pepe Danquart, avec Alexander et Thomas Huber. Durée : 1 heure 35 minutes.